# くど造り

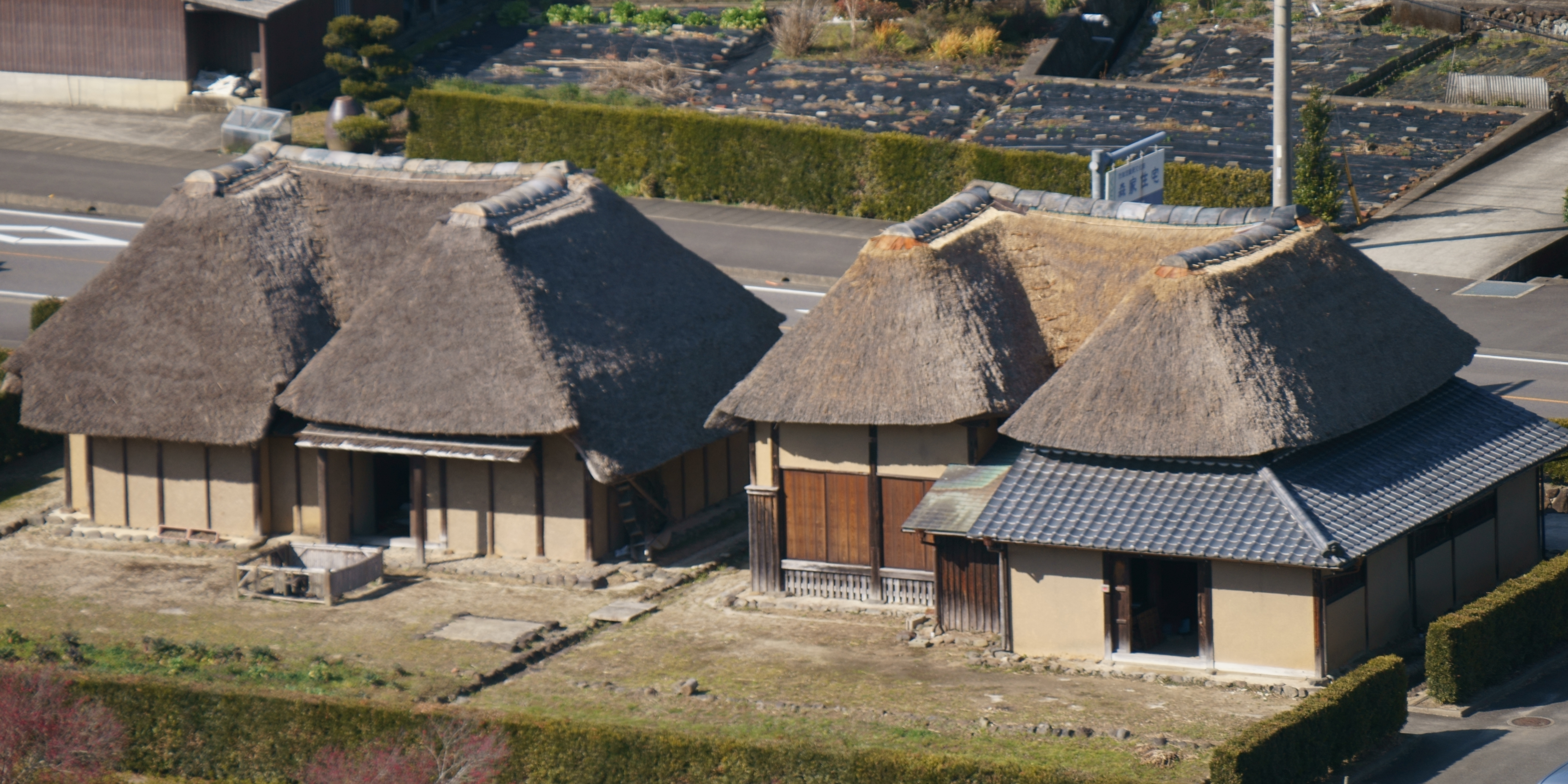
川打家住宅（左）と森家住宅（右）、高台から望遠（佐賀県多久市）

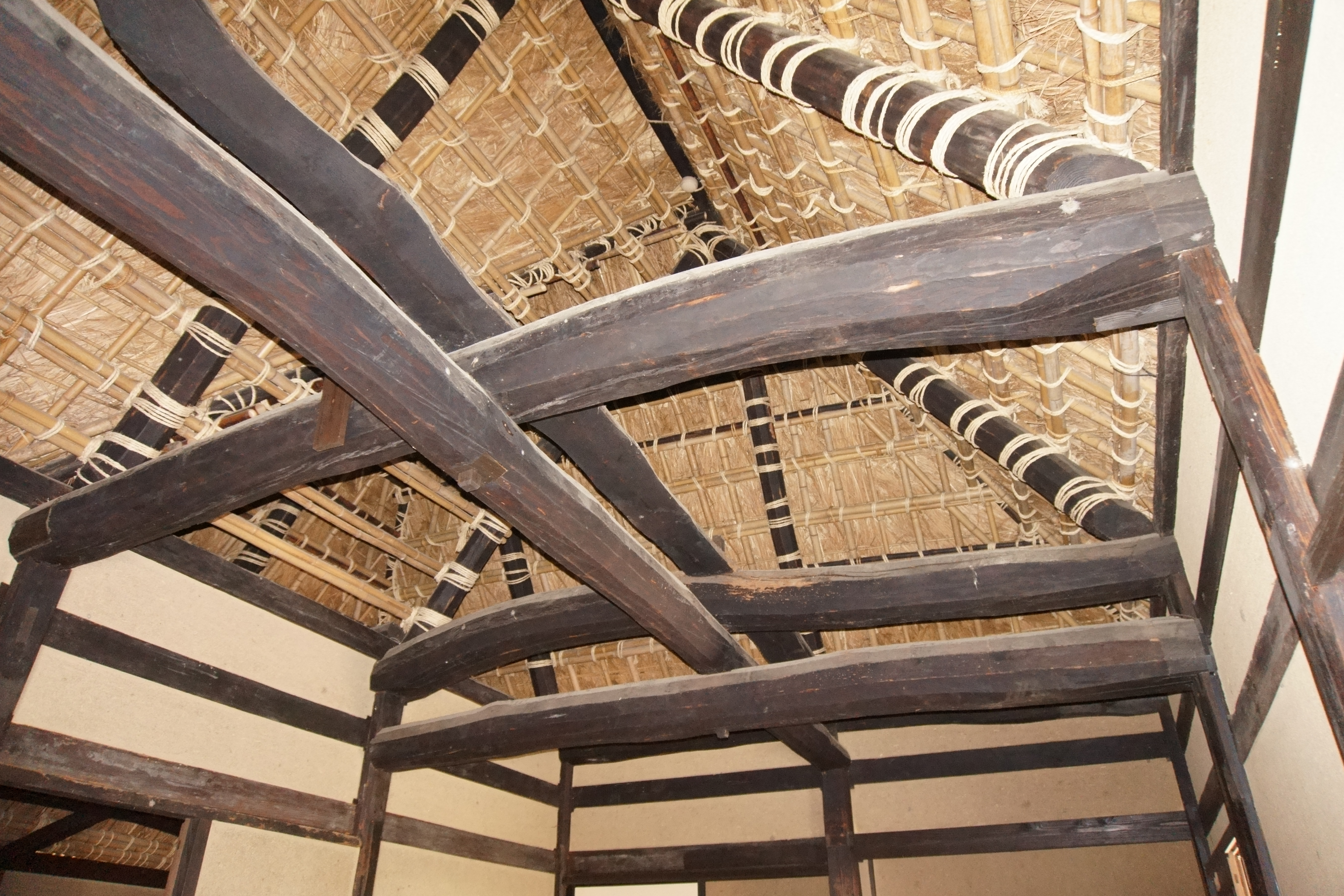
川打家の小屋組み。部屋の横幅は二間。

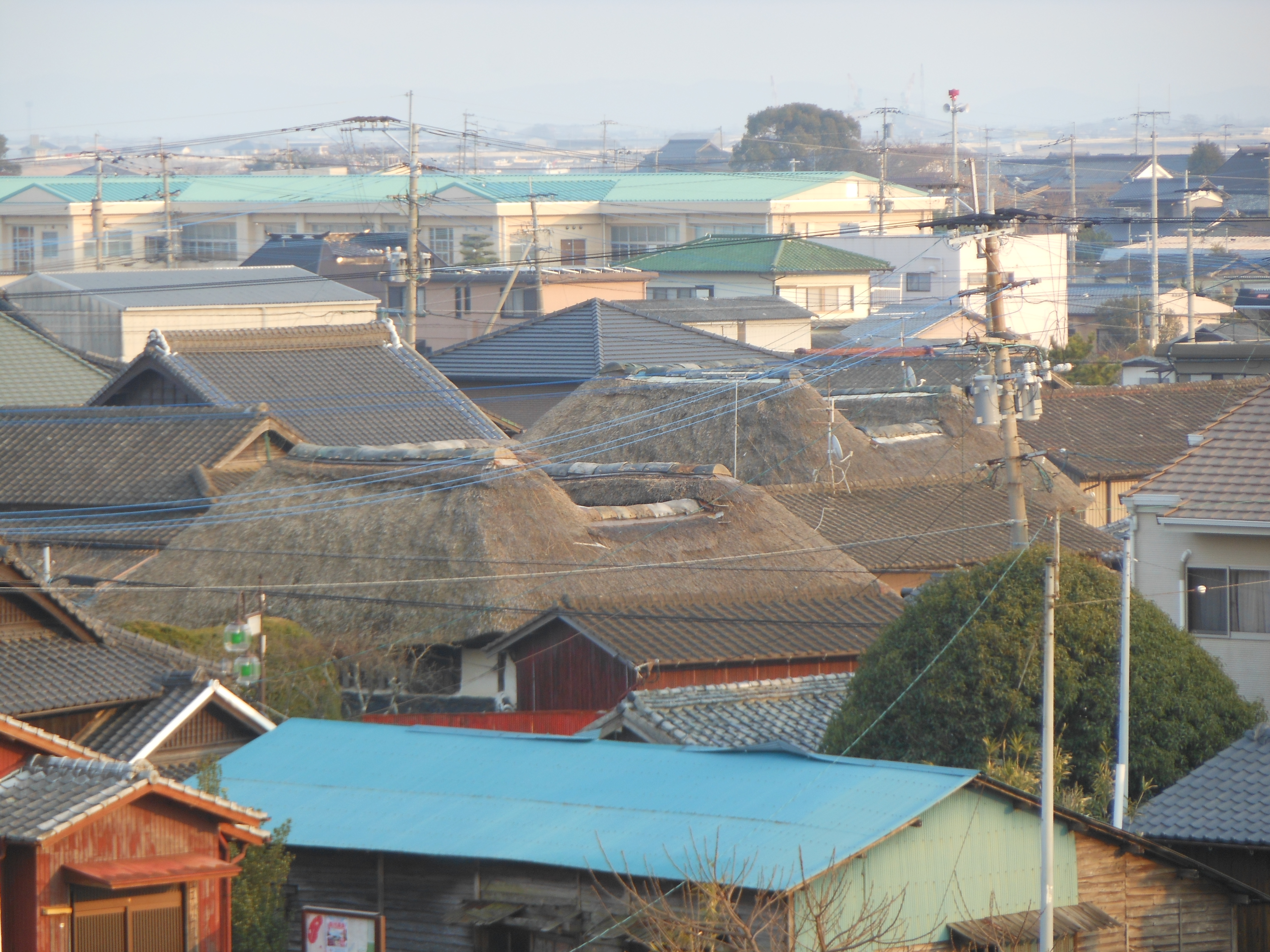
大詫間のじょうご造り住宅の望遠。四辺の大棟の高さが異なる。

くど造り（くどづくり）は、日本の民家形式の1つで、屋根の大棟が「コ」の字状をしている。くど造とも表記する。佐賀県、福岡県、熊本県の有明海周辺、特に佐賀県と福岡県にまたがる筑紫平野に多く分布する。くど造りの発生理由には、耐風構造説、佐賀藩の倹約令説、既存民家からの影響・発展説、軟弱地盤対策説がある。

## 定義
コの字形、ときに凹形とも表される平面を持つ民家で、それが外観から分かる屋根と大棟の形状にも反映されている。2つの手前に突き出た部分の奥に横長の棟が合わさった形、あるいは一本の長い直家（すごや）をコの字に折り曲げたような形。大抵は茅葺の寄棟屋根で、3方向からの屋根勾配が谷を作るツボ（谷または両鍵ともいう）部分の底は片流れの瓦屋根や雨樋である。屋根材は茅のほか、平野部では麦藁や葦を用いることが多かった。

### 名称
「くど造り」の「くど」はかまどの別称で、コの字形を竈 (くど)に見立てている。くど造りの呼称は大正末期から昭和初期に九州の民家研究が始まってからのもので、今和次郎による命名ではないかとされる。
それ以前の現地では両鍵、「テノマ」（樋の間）、扇谷造り、三筋造り、両谷落しなどの呼称があった。あるいは単に（L字形の鍵屋と区別できないが）鍵家（かぎいえ）、曲屋/曲家などとも呼んだ。

### 民家形式における位置づけと分布
九州には分棟型民家の鍵屋、二棟造や二つ家が分布するが、くど造りはこれらとの類似点があって起源とする説もあり、民家分類ではしばしば類縁とされる。
くど造りの分布をみると、佐賀県では平地に分布する一方山間部にはみられず、広く旧佐賀藩領に分布する一方旧唐津藩領や旧天領にはほぼみられない。福岡県では南部（筑後地方）の筑後川流域以南にみられる。熊本県では北部から中部にみられ、八代市など球磨川流域が南限。また大分県内では筑後川水系流域の日田市に少数確認されている。
ただし、外観上同じようなコの字型屋根でも広間型間取りと縦割り間取りのものがある。もとは前者のみを指していたものが後者にも使用されるようになったと考えられ、宮澤智士は用語に混乱がみられると指摘している。
今和次郎は著書で「四角いプランへ曲家状の屋根をかけた不思議な家がある」と表現しており、くど造りが目立つ家並みはこの地域特有の風景を見せていた。しかし、現在はほとんど見られなくなっている。

## 類型

### 平入り・縦割り・融合型
間取りおよび谷部の下屋形式から、古いくど造りは二つの典型が見いだされる。ひとつは床上部（部屋）を横に分割する田の字型/四つ間取り/広間型で平入りの形式で、谷部は幅が広く片流れの瓦葺き。もうひとつは部屋を縦に分割する間取りで妻入りの形式で、谷部は狭く雨樋を通す。後述のように、平入り型は平入り広間型の直家がL型の鍵屋を経由して発展、縦割り型は平行二棟造が発展したとされる形式。
しかし、時代が下って出現した左右3列前後2室（谷部が広い）の六つ間取りは平入り型・縦割り型両方の系譜と考えられる融合形式になる。言い換えると、谷部が広く外からは平入り型に見えるものの中に、棟向きでは⎿⏌の⎿と⏌どちらかを土間とする縦割り間取りもあれば、╷╷と└┘どちらかを土間とする広間型間取りもある。青山賢信によれば、このタイプは佐賀県平野部でも白石町や芦刈町（現小城市）などにみられるという。
3県の分布地ではいずれも平入り型、縦割り型の両方があり、総数では平入り型の方が多い。佐賀県では街道筋の町屋などに縦割り型が比較的多い一方、干拓村落では平入り型が多い。福岡県南部や熊本県北部には縦割り型が多い地域がある。

### 後谷と前谷
玄関の位置にも差異がみられる。通りに面する側や玄関のある側を直家のように見せて、その裏側を谷部分とするもの（裏谷型、後谷型）、谷部分に玄関がくるもの（前谷型）、谷部分を横とする位置に玄関がくるもの（横谷型）とがある。佐賀県では裏谷型、かつ谷が北向き・玄関が南向きのものが多い。福岡県では前谷型、熊本県では裏谷型が多い。
川打家住宅・森家住宅（佐賀県多久市）、旧伊藤家住宅（熊本県氷川町）は谷が瓦葺き、平川家住宅（福岡県うきは市）や旧石井家住宅（福岡県朝倉市）、旧境家住宅（元所在は熊本県玉東町）は谷が雨樋である。川打家・森家は裏谷型、平川家は前谷型。なお、川打家住宅はくど造り初期の形式を残し、典型例にも挙げられる。

### 平面形状
くど造りの分布地では広く、コの字にさらに突出部分（角屋）が取り付いたバリエーションがみられ、ユ型（├┘型）、F型、H型（├┤）、□型、E型（三つ棟）などがある。同じ地域の鍵屋（L字）のバリエーションとしてもT型、Z型（└┐型）、ろ型（L字2つ）などがある。特に□型はじょうご造りと呼ばれる。ユ型は屋根面がつくる谷が3ヶ所・出隅が7ヶ所であることから現地で「ミタニナナシギ」と呼ばれ、取り付いた角屋は南面し座敷に用いる例などがみられるが、現地ではくど造りの理想形と言われることもある。

### 一帯の民家形式とくど造りへの間取り変化
佐賀県内における在来の民家は直屋、鍵屋、くど造り・じょうご造りの3類型が多い。青山賢信らの調査によりまとめられた『佐賀県の民家』(1974)に分布図が示されているが、くど造りは佐賀平野の低地で目立ち、南部の東与賀町・久保田町・芦刈町にかけての地域で多く、散村の形をとる白石平野（白石町）では民家のほとんどを占める。じょうご造りは川副町付近で目立ち、川副町犬井道や大詫間で特に多い。これらに対して、山間部では直屋、山麓部では鍵屋が多い。
青山賢信によれば、3つ間取り（広間型）の直屋を原型として部屋が拡張されていく過程で、山間部では直屋のまま拡張される一方、山麓や平野部では鍵屋に変化、更に平野部で分化して平入り型くど造りに至る変化があった。他方で熊本県の二棟造も2つの棟を接続して拡張、縦割り型くど造りに変化、更に広間型に分化する変化も起こり、幕末には間取り融合形式が生じたという。なお、縦割り型くど造りの成立は平入り型より遅い。L字やコの字に角屋が付加するバリエーションも、この変化の延長にあると解される。
福岡県内における在来の民家は、南部でくど造りや鍵屋、福岡市を含む北西部で鍵屋、北九州市を含む北東部で直屋が多い。

## じょうご造り
じょうご造り（じょうごづくり）はじょうご造、漏斗谷造（じょうごだにづくり）、漏斗谷造りとも表記し、棟が一周するロの字形で中央が漏斗のように窪んだ屋根を持つ民家。現地では古くは「四方谷」「四方おとし」「谷家（たにいえ）」「底（てい）の家」「桝形屋根」などの呼称があった。
くど造りの開いた谷部分を繋げたような形状で、起源についてもくど造りから発展した形式だとする見方がある。佐賀県南東部と福岡県南東部のいずれも筑後川河口に近い狭い地域に分布する。青山賢信は平行二棟造を起源とする縦割り型間取りが発展する中で平入り広間型の影響を受けて成立したとの説を唱えたが、二棟造が熊本県北部のみに分布しまたじょうご造りも熊本県には分布せず、太田静六は矛盾があると指摘している。
その数は著しく減少しており、1965年頃の調査では川副町内外に900棟超が確認されたが、『東与賀町史』によれば1985年頃には推定5分の1程度になっていた。
雨が降ると雨水は漏斗の底に集まり、家の中に設けた樋を使って排水される。素焼きで長さ4 - 5メートルの瓦樋（といがわら）（または梯瓦（ていがわら））を用い、屋根の中央から土間を通り外へと、室内を貫通して設置される。また、四辺の大棟の高さは揃わず、一段高い辺と一段低い辺をもつのがほとんどである。川副町の有明海に近い地域では、屋根を深く葺き下ろして軒先を低くするものが多い。
間取りを広くとれるが、奥の方は日光が届きにくかったり、大雨の際には樋から室内に水が溢れるおそれがあったりする欠点もある。現在、葦葺きの屋根を残すものは減少、トタンで覆いつつも漏斗型を残したものもあるが、漏斗の部分を片流れの屋根で塞いだり、漏斗とは逆に緩い勾配を付けたりして雨水を外に流すよう変更したものが多くなっている。
葺き屋根をトタンで覆ったり瓦葺きにしたりする例は、くど造りにも多く見られる。

## 装飾

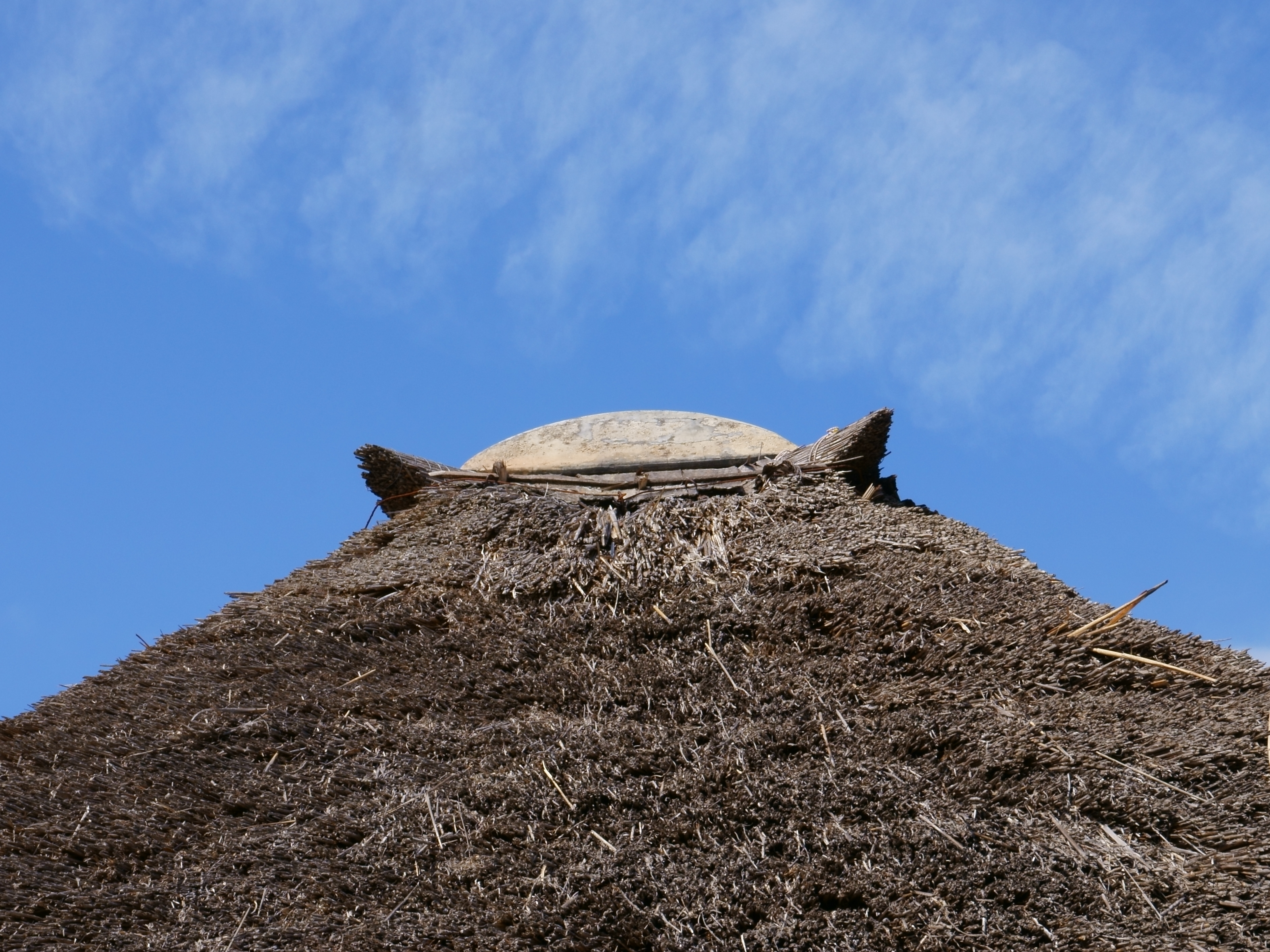
川打家住宅の棟飾り（みんのす）

佐賀平野のくど造り・じょうご造では、大棟に大型の棟瓦をかぶせ、千木にも類似するが、棟の先端（棟端）の屋根葺きに耳のように尖らせた棟飾りを作る。単純にミミ、また馬の耳に似ていることからミンノス、ウマンミミとも呼ぶ。屋根葺き作業ではミミを作るのは職人の長とされている。ミミの形には地域差があり、中南部では基部が幅広く、これに対して東部では細長く上向き、西部や北部では逆に短く垂れ下がった形が多く、ミミを付けない地域もみられる。葺き屋根にトタンを被せてもその形状を残しているものがみられる。なお、ミミの装飾には神仏の加護の象徴あるいは呪術的なものがあるともいわれる。
福岡県南部にも類似の棟飾りがみられる地域があり、「牛の角」などの呼称がある。
棟瓦は長さ50センチ程度・曲面の周長80センチ程度の大型のもので、竹串で刺して止める。
大棟の真ん中を少し低く撓ませ、また葺き屋根のシギサキ（出隅の先端）を上方に反らせるといった、装飾的仕上げを施したものもみられる。反らせたシギサキには麦藁葺きであってもその部分だけ強度のある葦を使うという。

## 成立に関する議論
昭和40年代に行われた各県の民家調査などを通じ、青山賢信、香月徳男、太田静六らがくど造りやじょうご造りの構造や成立について分析し、既存民家からの変化、気候や制度の影響を提唱した。その後地盤の影響も挙げられたが、決着をみていない。

### 耐風構造
台風などの強風に耐えるため成立・普及したとする説。くど造りやじょうご造りは屋根を低くしつつも間取りを拡張できる。この地域では有明海からの南風が強まることがあり、北を谷（⎿⏌）とするくど造りが多いことと整合する。正方形に近いほど強い構造になると考えられ、くど造りが発展してじょうご造りが生まれたとの説もある。1828年（文政11年）の子年の大風で多数の家屋が倒壊する被害があったことが普及を促したとする説も出された。しかし、福岡県などで南を谷（⎾⏋）とするものが多いことはこの説に疑問を投げかけている。
じょうご造りの家は高潮や洪水の避難の役に立ったという逸話が『川副町誌』にある。屋根は釘で留めなかったため増水の時に浮き、屋根にしがみついて助かったという。なお、家組みは流されてもコロを使って元の場所に曳き戻し復旧していたという。

### 梁間規制
江戸時代前期に幕府は建物の三間梁規制を行い、諸藩も類似・追加の規制を行っていた。梁間の狭いくど造りでは太い梁を使わずに間取りを拡張できる。諸藩が庶民の家の梁間を三間・二間半にしていたのに対し、いわゆる倹約令が出されていた佐賀藩は二間の規制を行っていたとの推測があり、厳しい規制を受けながら庶民が工夫して生み出したものだという説である。二間との明記はないが、佐賀藩が1831年（天保2年）に発布した『郷内諸法度』は建物の構造・用材を規制している。青山賢信の調査でも、佐賀県内の民家200棟余りの梁間のうち7割超が二間、2割が二間半だった。しかし、くど造りの最古例は18世紀前半・1700年代初頭と考えられ、矛盾がある。

### 既存民家からの影響・発展
ひとつは、熊本県北西部を中心に分布する二つ家・平行二棟造が間取りを広げるため発展して、縦割り型くど造りになったという説。土間部と床上部が平行に並び部屋は縦割り、玄関は妻入りという点で共通し、棟を接する平行二棟造の片側の屋根を繋げてコの字にし残りの部分に樋を通すとくど造りになる。青山賢信は時代を遡ると分棟型民家が筑紫平野北部まで分布していたと推定している。
もうひとつは、平入りの広間型民家、L型の鍵屋が間取りを広げるため発展して、平入り型のくど造りになったという説。分布地が重複・隣接し、形態の変化として連続性がある。しかし、日本国内に広く分布する鍵屋がこの地域に限ってなぜくど造りに発展したのかという点が不明である。

### 軟弱地盤対策
緩い地盤に対処するために成立・普及したとする説。橋本慎蔵は、筑紫平野に分布する軟弱地盤の有明粘土層の分布地域とくど造りの分布が一致すること、梁間二間の狭い間隔で柱が配置されて屋根荷重が分散され不同沈下が起きにくいことを指摘した。しかし、この地層の分布地域でもくど造りは従来型民家の4割程度にとどまり、同層の分布地域外の佐賀県北東部にもくど造りはみられると指摘されている。

## 指定文化財・著名なもの
くど造り建物のうち、保存され文化財に指定されているものや著名なものを挙げる。
- 川打家住宅（佐賀県多久市） - 国指定重要文化財。江戸時代中期の建築と推定。移築され森家住宅と共に展示[c 2][c 3]。平入り系三つ間取り[31]。
- 平川家住宅 主屋（福岡県うきは市） - 国指定重要文化財。江戸時代後期の建築と推定。隣の納屋と併せて妻が3つ並ぶ特徴的な外観。⎾⏋の左が土間、右が座敷・台所。新川田篭重要伝統的建造物群保存地区内[c 4][c 5][32]。
- 森家住宅（佐賀県多久市） - 市指定有形文化財[c 2]。平入り系三つ間取り[31]。
- 旧石井家住宅（福岡県朝倉市） - 県指定有形文化財。1800年以前の築造と推定。麦藁葺きだが現在はトタンで覆われている[18][20][c 6]。平面図にするとほぼ正方形をとる縦割型間取り[33]。
- 旧乗田家住宅（佐賀県鹿島市） - 市指定有形文化財。19世紀初期築造と推定される武家住宅。鹿島市浜中町八本木宿重要伝統的建造物群保存地区内[c 7][34]。
- 旧下村家住宅（佐賀県嬉野市） - 市指定有形文化財。塩田津重要伝統的建造物群保存地区内。江戸時代後期の建築と推定[c 8]。通り土間が奥へと続く町屋で、（▲は入口）の縦割型間取り、横谷型[35]。
- 前田家住宅 主屋（佐賀県伊万里市） - 国登録有形文化財。佐賀県遺産に認定。伊万里郷の大庄屋の屋敷。主部に座敷の部分が接続した大規模なもので、屋根は⎿⏌の右上に - が接続する形[20][c 9][c 10][36]。
- 旧枝梅酒造店舗兼主屋（佐賀県佐賀市） - 国登録有形文化財。長崎街道に面した町屋で、通りから見えない背後に棟が延びている[c 11]。
- 釘町家住宅（佐賀県武雄市） - 佐賀県遺産に認定。19世紀中頃の築造と推定される在郷武士の居宅[c 12]。
- 宮地嶽神社民家村自然広苑のくど造り民家（福岡県福津市） - 佐賀県白石町に所在した民家を移築し展示。推定築150年[c 13]。
- 旧境家住宅（熊本県和水町の肥後民家村） - 国指定重要文化財。1830年築造。コの字型。玉東町に所在した民家を移築し展示[2][c 14]。（▲は入口）の縦割型間取りで、二棟造型くど造と分類する資料もある[22]。
- 旧山野家住宅（熊本県和水町の肥後民家村） - 江戸時代末期の建築と推定。裏谷型・コの字型[c 15]。
- 伊藤家住宅（熊本県氷川町） - 裏谷型・コの字型[7]。旧・県指定有形文化財だったが、2015年の台風と2016年の熊本地震により被害を受け、解体のため2018年指定解除[c 16]。間取りは（▲は入口）[22]。屋根の大棟には、丸竹をすのこ状にした棟押えを用いていた[37]。
- 旧矢羽田家住宅（大分県日田市） - 国指定重要文化財。江戸時代後期の建築と推定。屋根はコの字型で、復元前は大きな茅葺き屋根が覆い隠していた。二棟造りとする場合もあれば、くど造りとする場合もある[c 17][38]。

同様にじょうご造り建物を挙げる。
- 山口家住宅（佐賀県佐賀市） - 国指定重要文化財。明治時代の建築と推定。茅葺のじょうご造りで馬屋が付属する。屋根の下端（軒遊び）が低い[7][39][c 18]。屋根の棟端が少し反り上がり、装飾のミンノスが付く[40]。

ギャラリー

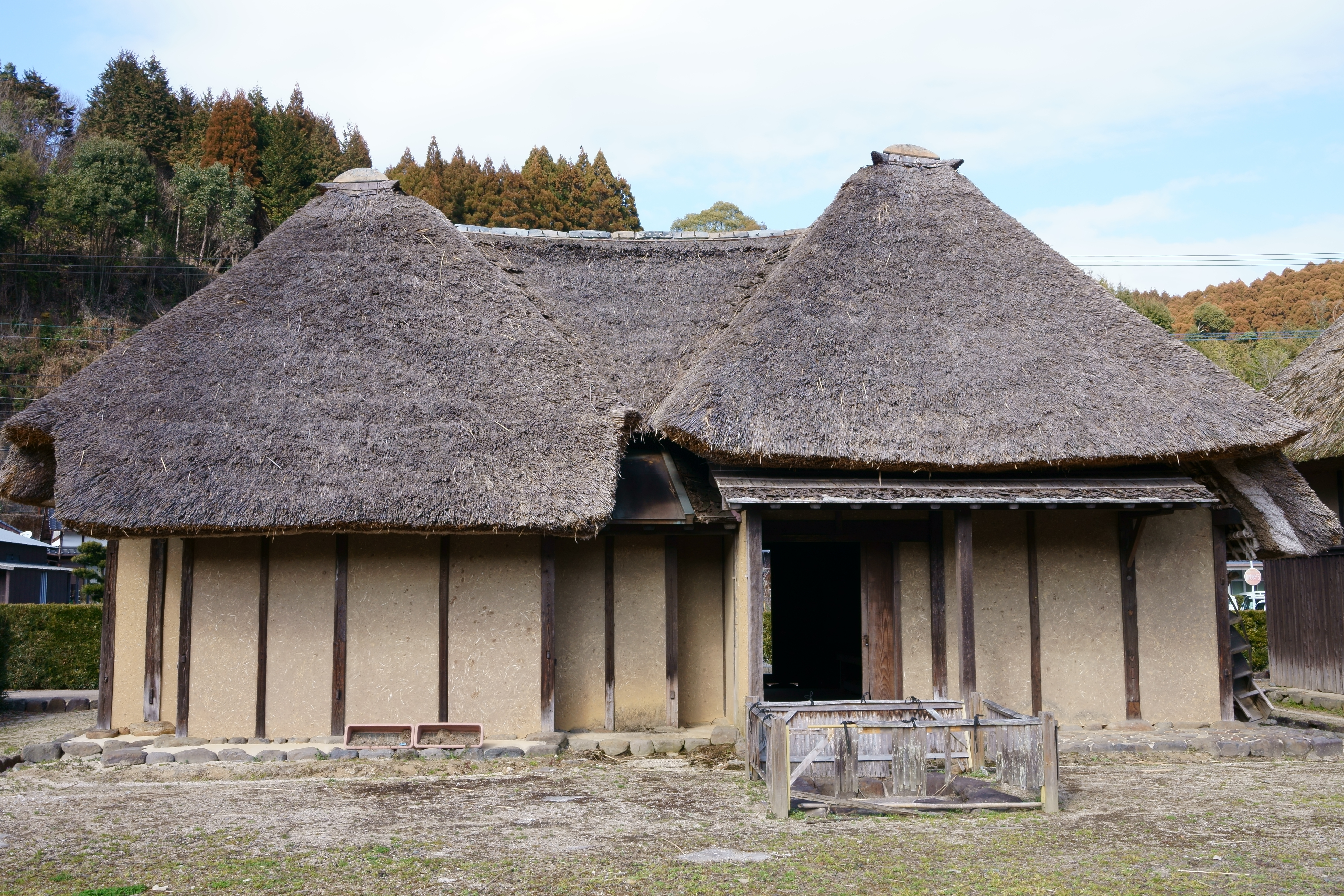
川打家住宅
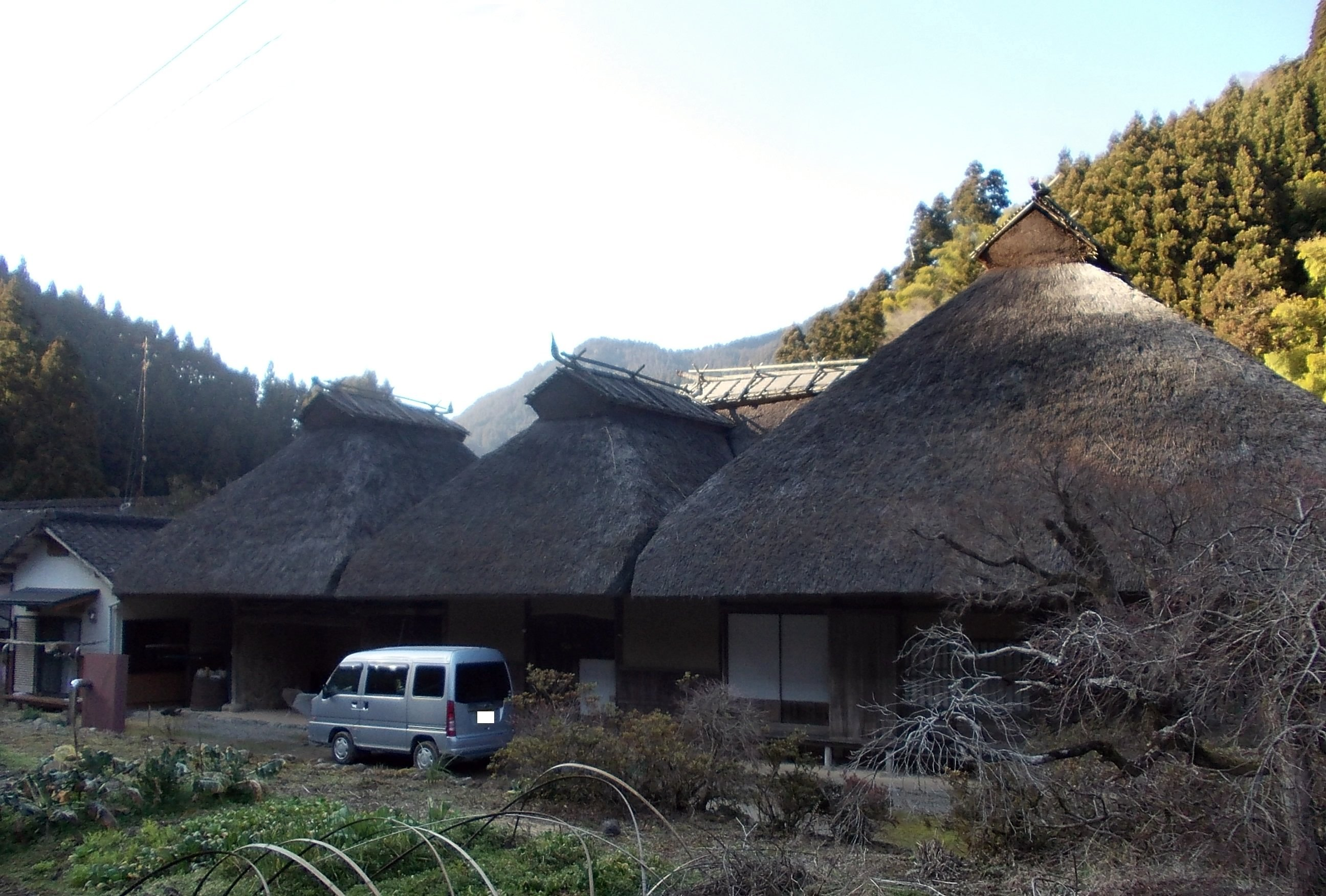
平川家住宅
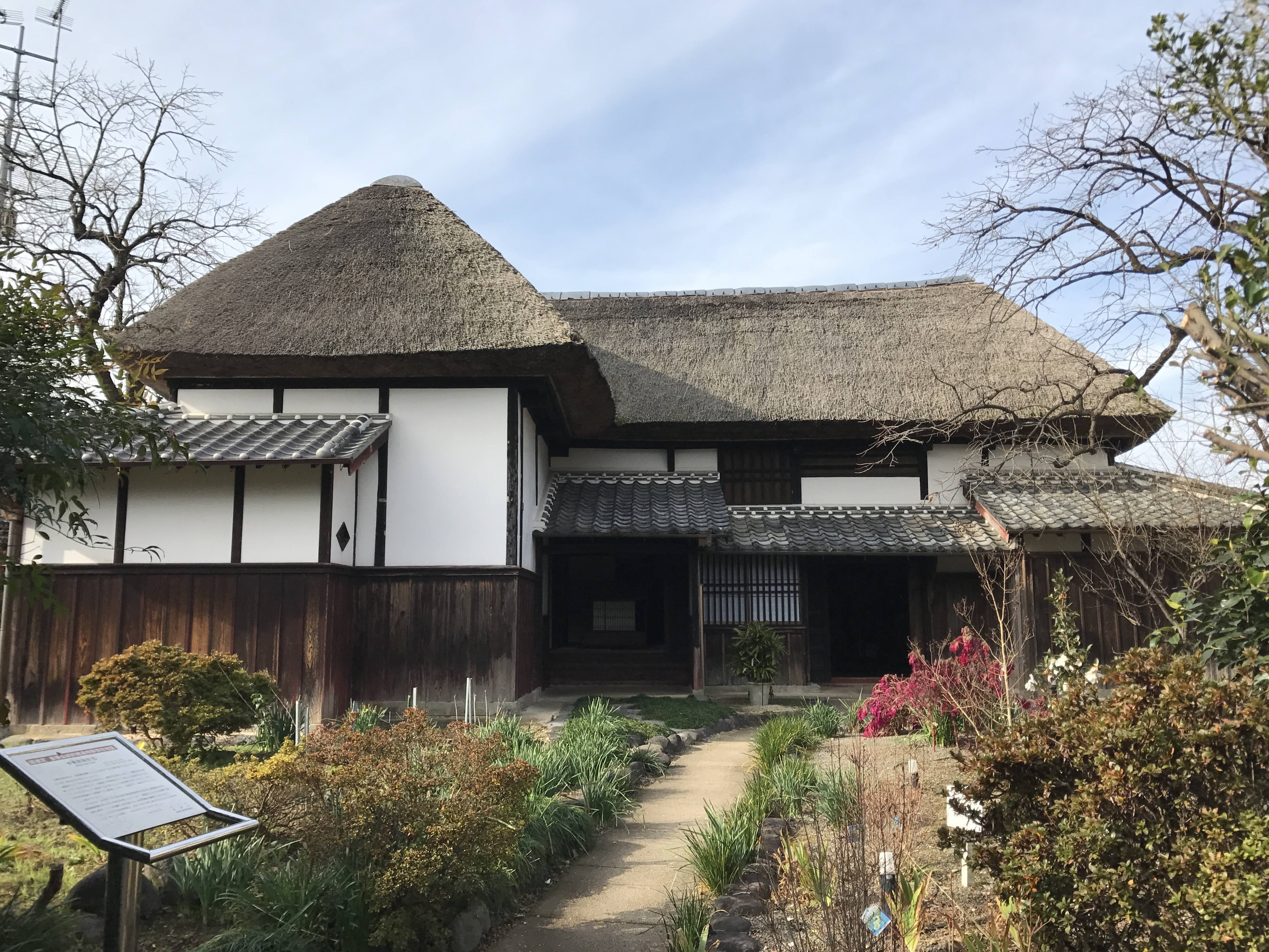
旧乗田家住宅
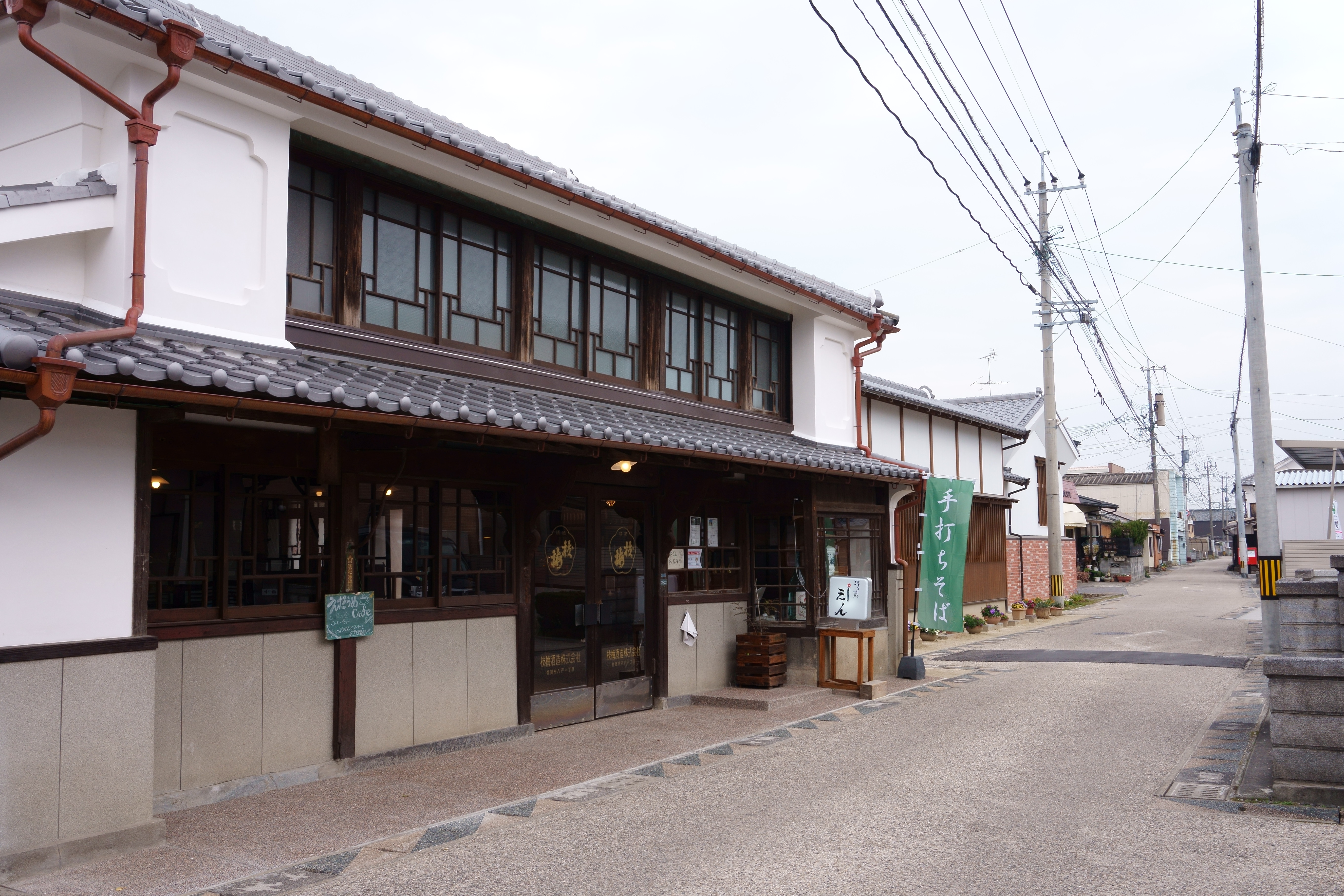
旧枝梅酒造
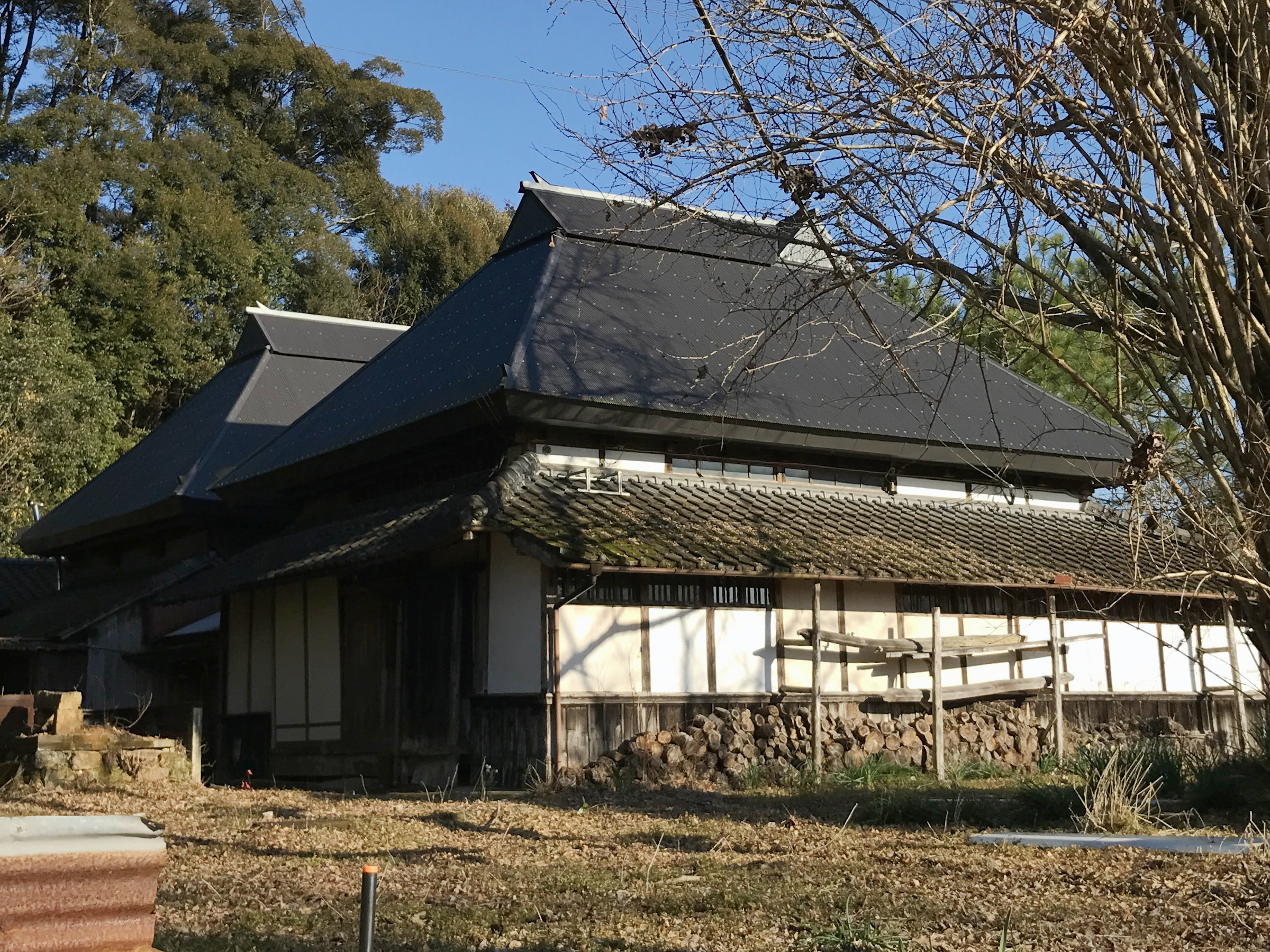
釘町家住宅の茅葺きトタン覆い屋根
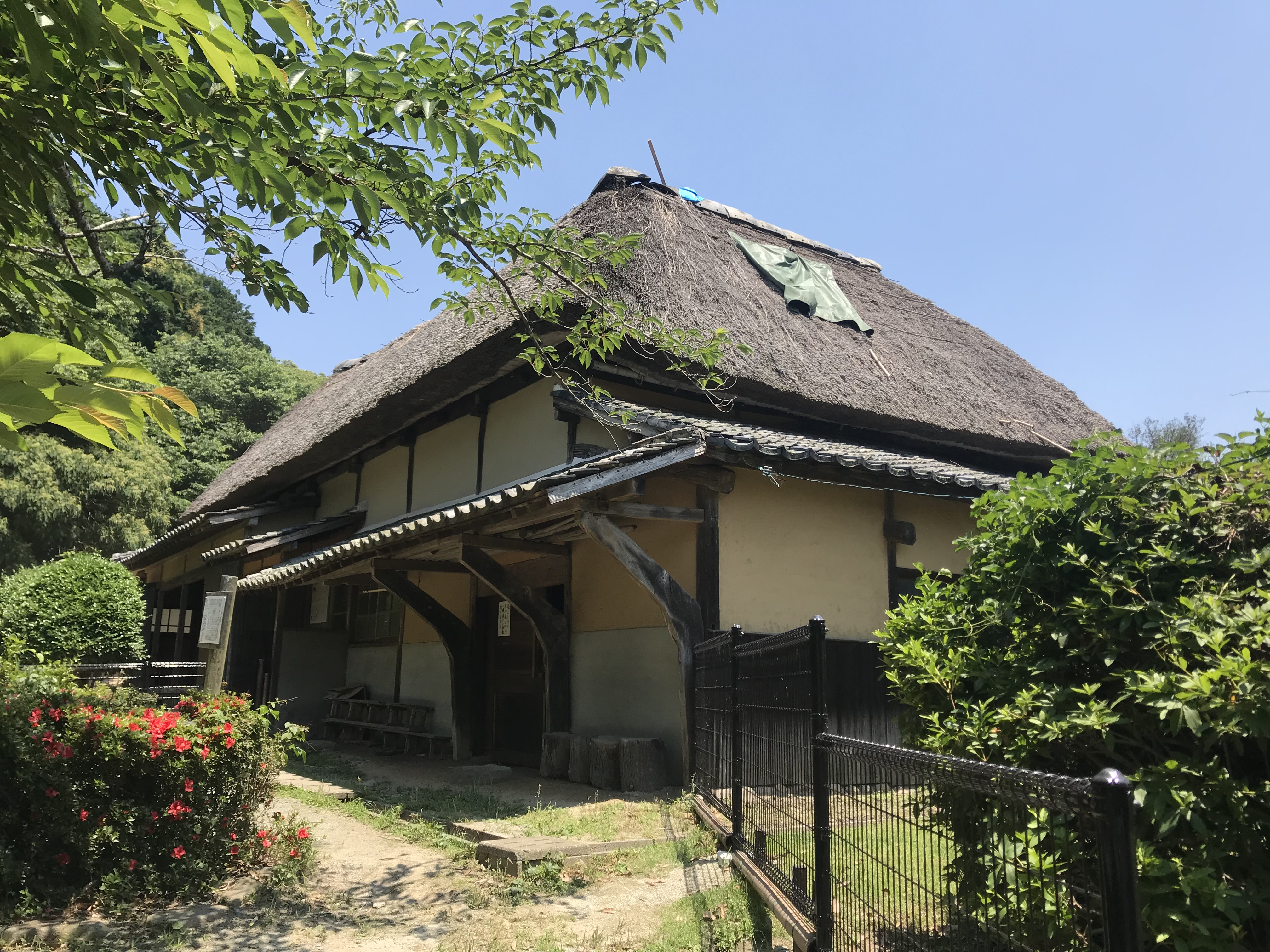
宮地嶽神社民家村のくど造り民家
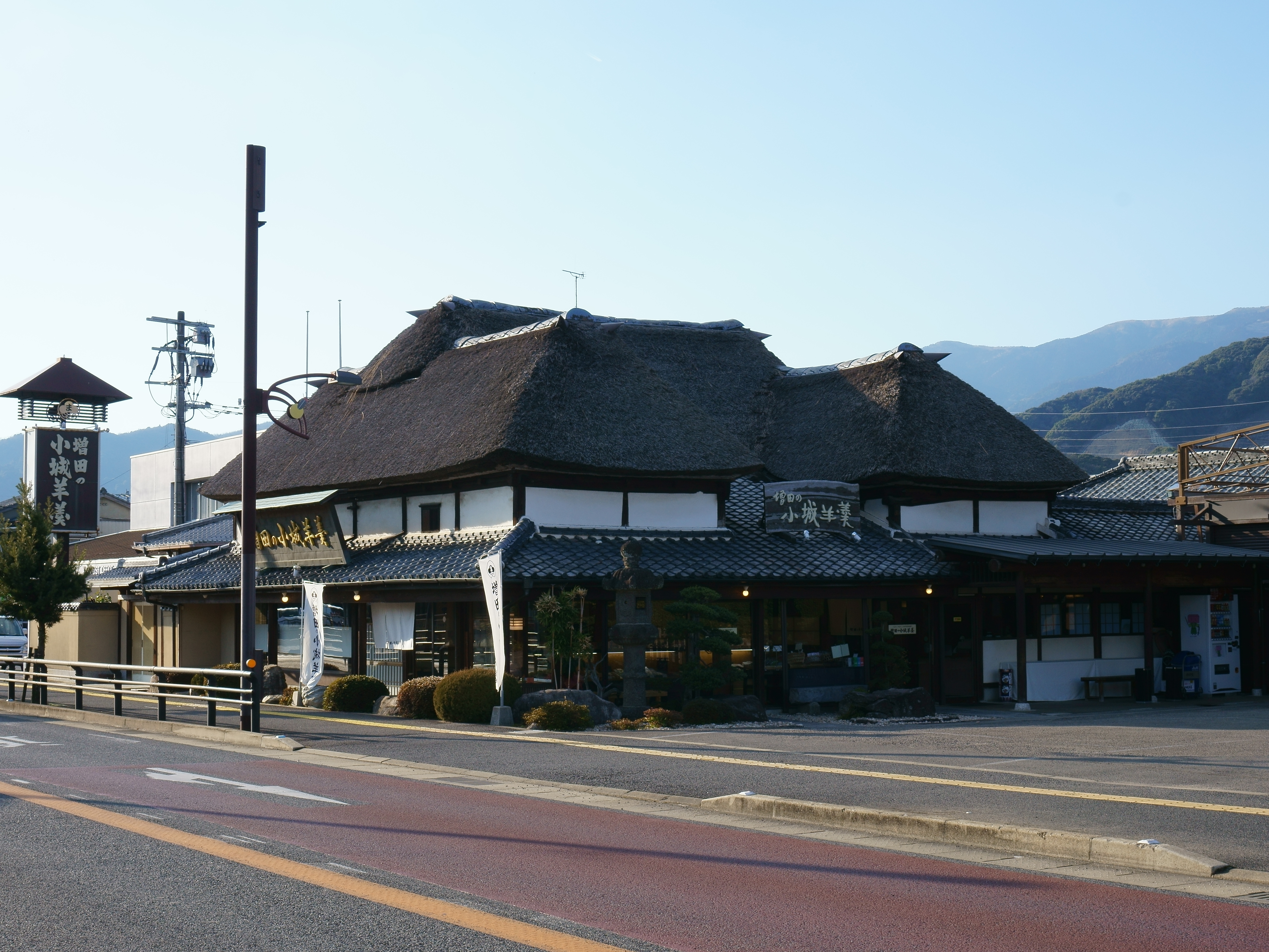
店舗に利用されている例（佐賀県小城市・増田の小城羊羹）
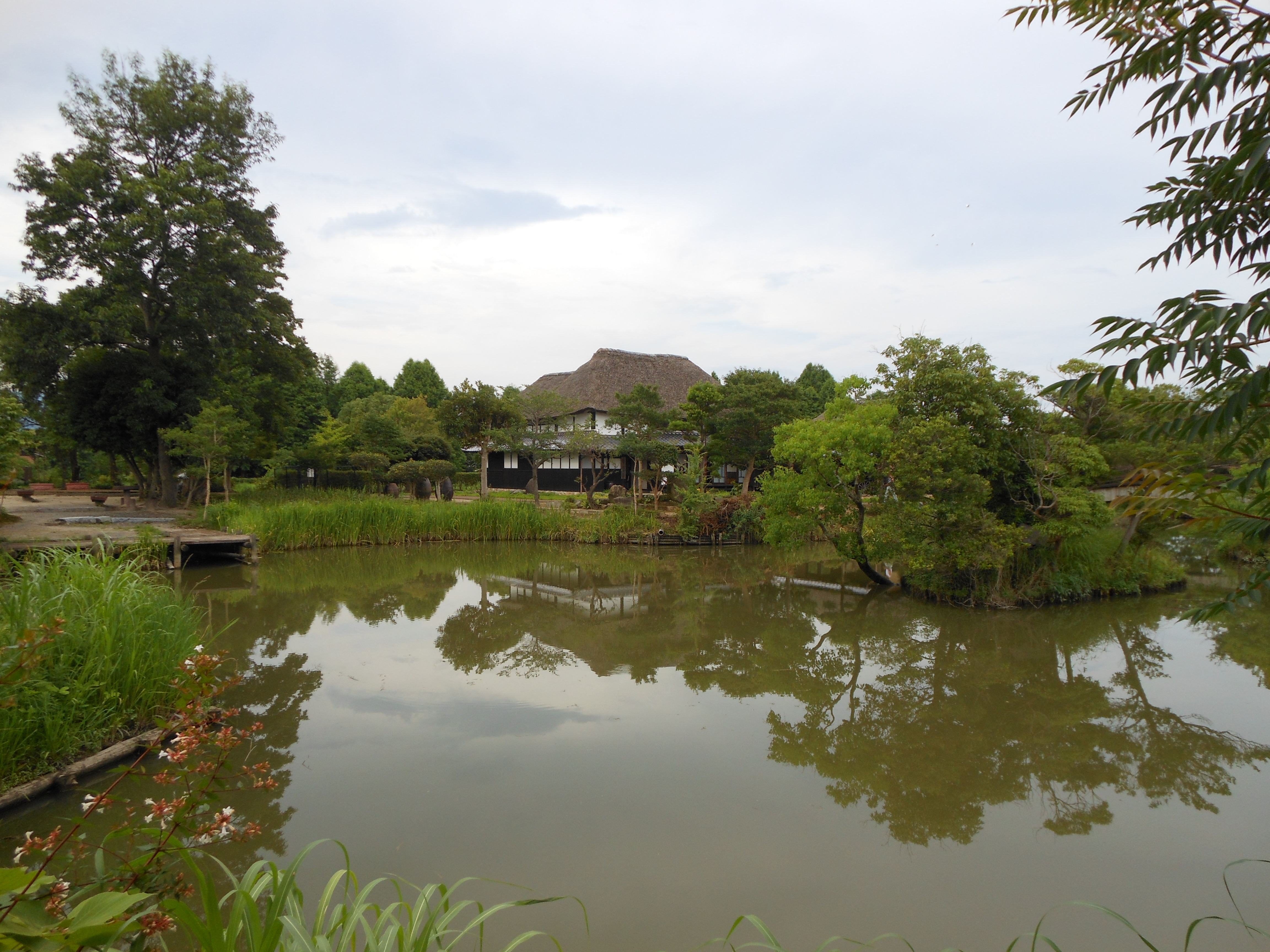
公園内に復元されたくど造り民家（佐賀県神埼市）
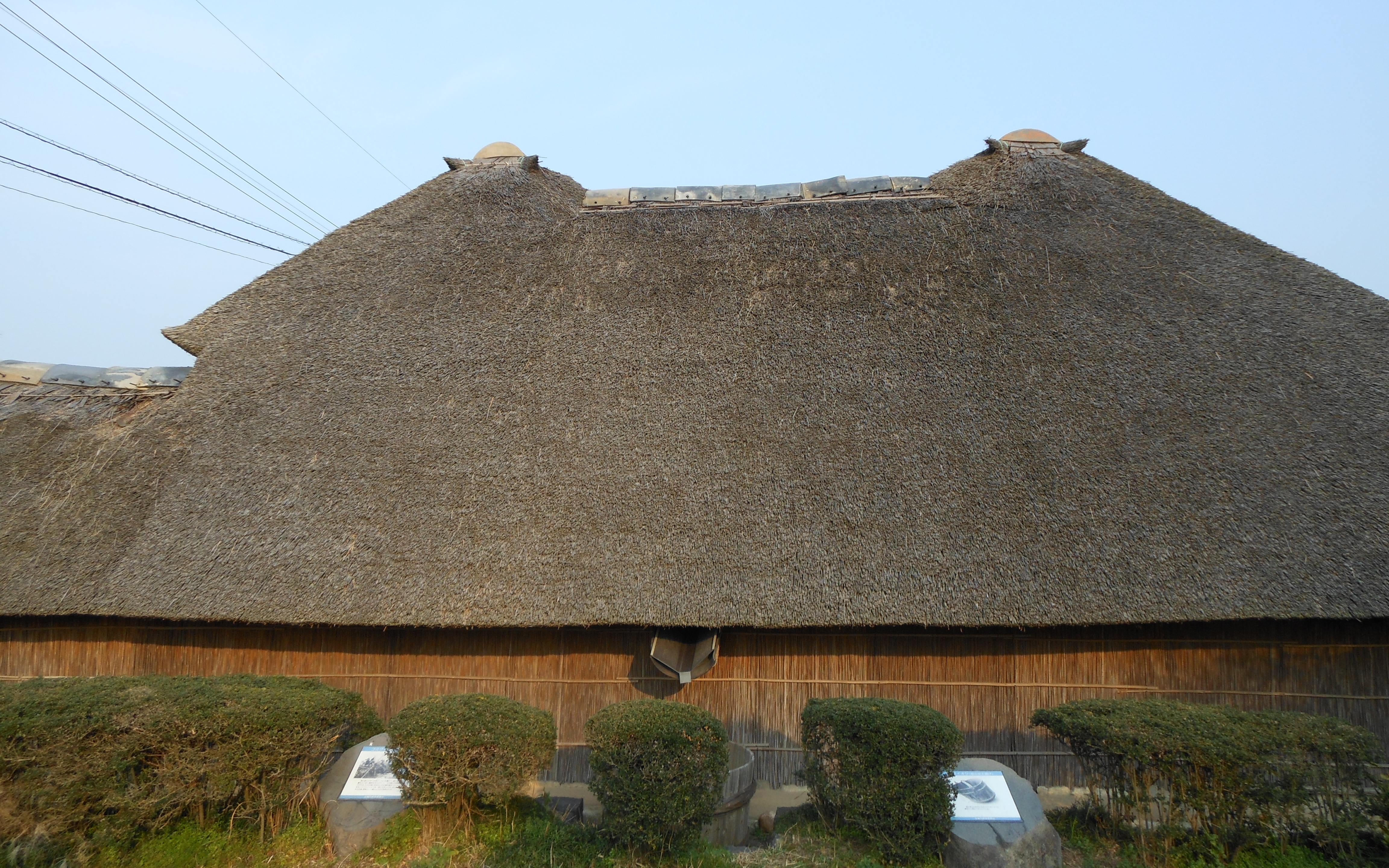
山口家住宅（じょうご造り）の深屋根と雨樋